# Émile Grumiaux
Émile Grumiaux (n. 11 iunie 1861, Boussu, Valonia, Belgia – d. 18 mai 1932, Liévin, Nord-Pas-de-Calais, Franța) a fost un arcaș ce a reprezentat Franța, medaliat olimpic. A participat la o ediție a Jocurilor Olimpice (1900) în care a câștigat o medalie de aur.

## Participări
Lista de mai jos prezintă principalele competiții la care a participat Émile Grumiaux de-a lungul carierei.
- archery at the 1900 Summer Olympics – sur la perche à la pyramide[*]